# Reginald Innes Pocock
Reginald Innes Pocock (4. března 1863 – 9. srpna 1947), často uváděný jen jako R. I. Pocock, byl britský zoolog.

## Život
Narodil se v Bristolu jako čtvrtý syn reverenda a historika Nicholase Pococka a Edith Pritchardové. Studoval přírodní historii na St. Edward's School v Oxfordu. Sir Edward Poulton jej vyučoval zoologii, komparativní anatomii poznával v Oxford University Museum of Natural History. Vystudoval biologii a geologii na University College v Bristolu, kde jej vyučovali Conwy Lloyd Morgan and William Johnson Sollas.
V roce 1885 nastoupil jako asistent do londýnského Přírodopisného muzea, kde strávil dalších 19 let svého života. Pracoval zde v sekci entomologie, kde byl pověřen uspořádáním sbírek pavoukovců (Arachnida) a stonožkovců (Myriapoda). Také pomáhal s utříděním sbírky ptáků Britských ostrovů, což u něj probudilo dlouhodobý zájem o ornitologii. Během let, kdy pracoval v muzeu, publikoval kolem 200 vědeckých prací, které jej učinily uznávanou autoritou ohledně pavoukovců a stonožkovců: jen mnohonožek popsal přes 300 druhů.
V roce 1904 opustil Přírodopisné muzeum, aby se stal superintendentem (ředitelem) londýnské zoo. Na tomto postu vydržel až do roku 1923. Následně pracoval jako výzkumník-dobrovolník v Britském muzeu, v oddělení savců.
Jeho bratr Edward Innes Pocock hrál ragby za národní tým Skotska a byl členem pionýrských oddílů Cecila Rhodese, které pro Británii zabraly území dnešního Zimbabwe. Jeho prapradědeček Nicholas Pocock byl malířem, který se proslavil především obrazy námořních bitev.

## Vybor z díla
- POCOCK, Reginald Innes. On some points in the morphology of the Arachnida (s.s) with notes on the classification of the group. Annals and Magazine of Natural History (sixth series). 1893, roč. 11, s. 1–19. Dostupné online.
- Reginald Innes Pocock (1900) The Fauna of British India, including Ceylon and Burma – the Arachnida volume.
- Reginald Innes Pocock (1901). Some new and old genera of S.-American Aviculariidae. Ann. Mag. Nat. Hist. (7) 8: 540-555.
- Reginald Innes Pocock (1902) Arachnida. Scorpiones, Pedipalpi, and Solifugae In Biologia Centrali-Americana. Arachnida.
- Reginald Innes Pocock (1903) On some genera and species of South-American Aviculariidae. Ann. Mag. Nat. Hist. 7(11): 81-115
- Reginald Innes Pocock (1939) The Fauna of British India, including Ceylon and Burma – Mammalia Vol 1, Primates and Carnivora (in part).
- Reginald Innes Pocock (1941) The Fauna of British India, including Ceylon and Burma – Mammalia Vol 2, Carnivora :Aeluroidea, Arctoidea